# Fermín López
Fermín López Marín, född 11 maj 2003 i El Campillo, är en spansk fotbollsspelare som spelar i Barcelona och representerar det spanska landslaget.

## Karriär
López representerade som junior bland annat Betis och Barcelona. Han inleddes sin karriär som senior i Barcelonas B-lag och blev 2022 utlånad till Linares. Han kom tillbaka till Barcelona 2023 där han tog en plats i A-laget. Han gjorde debut i det spanska A-landslaget 2024, och medverkade i EM 2024.